# اچ‌ام‌اس فووی (۱۷۴۴)
اچ‌ام‌اس فووی (۱۷۴۴) (به انگلیسی: HMS Fowey (1744)) یک کشتی بود که طول آن ۱۲۷ فوت (۳۹ متر) بود. این کشتی در سال ۱۷۴۴ ساخته شد.